# 国際連合安全保障理事会決議678
国際連合安全保障理事会決議678（こくさいれんごうあんぜんほしょうりじかいけつぎ678、英: United Nations Security Council Resolution 678）は、1990年11月29日に国際連合安全保障理事会で採択されたイラク・クウェート情勢に関する決議。略称はUNSCR678。

## 概要
国連安保理決議678は、カナダ、フランス、ルーマニア、旧ソ連、イギリス、アメリカ合衆国によって提案され、イラクのクウェート侵攻に対してクウェートからの無条件撤退を求めるとともに撤退期限を設定する決議。イラクが拒否した場合には国連加盟国に対して武力行使を容認するものでもあった。決議は賛成12：反対2（キューバ、イエメン）：棄権1（中国）で採択された。

## 主な内容
- イラク政府に対し、1990年の国連安保理決議660及びすべての後続決議の完全な履行を要求し、当理事会の最後の善意の行動として全ての決定を留保しつつ、同国がこれを行うための最後の機会を与える。
- イラク政府が1991年1月15日当日あるいはそれまでにパラグラフ1に定める事項ならびに上述の全ての決議を履行しない限り、クウェートと協力するすべての加盟国に対し、1990年の決議660及び後続のすべての関連決議を執行し、かつ地域内の国際平和と安定を回復するため、必要とされるあらゆる措置をとることを認める。
- すべての加盟国に対し、本決議パラグラフ2に基づいてとられる行動に対する適切な支援を求める。
- すべての関係諸国に対し、本決議パラグラフ2及び3に基づいてとられる行動について、理事会に定期的な報告を行うよう求める。

## 賛否
賛成 - 12
カナダ、コロンビア、コートジボワール、アメリカ、エチオピア、フィンランド、フランス、マレーシア、イギリス、ザイール、ルーマニア、ソ連
反対 - 2
キューバ、イエメン
棄権 - 1
中国